# Garancières
Ne doit pas être confondu avec Garencières.
Garancières est une commune française située dans le département des Yvelines, en région Île-de-France.

## Géographie

### Situation
La commune de Garancières est située dans la plaine de Montfort-l'Amaury à 32 km à l'Ouest de Versailles et à 26 km de Rambouillet.
Elle fait partie de l'aire d'attraction de Paris, de l'Unité urbaine de Garancières-La Queue-les-Yvelines, de la zone d'emploi de  Versailles-Saint-Quentin et du bassin de vie de la Queue-les-Yvelines

### Communes limitrophes
Les communes limitrophes sont Autouillet, Béhoust, Boissy-sans-Avoir, Flexanville, Millemont, La Queue-les-Yvelines et Villiers-le-Mahieu.
| Flexanville | Villiers-le-Mahieu | Autouillet            |
| Béhoust     | Garancières        | Boissy-sans-Avoir     |
| Millemont   |                    | La Queue-les-Yvelines |

### Géologie et relief
La superficie de la commune est de 10,69 km2 ; son altitude varie de 87  à   188 mètres.

### Hydrographie

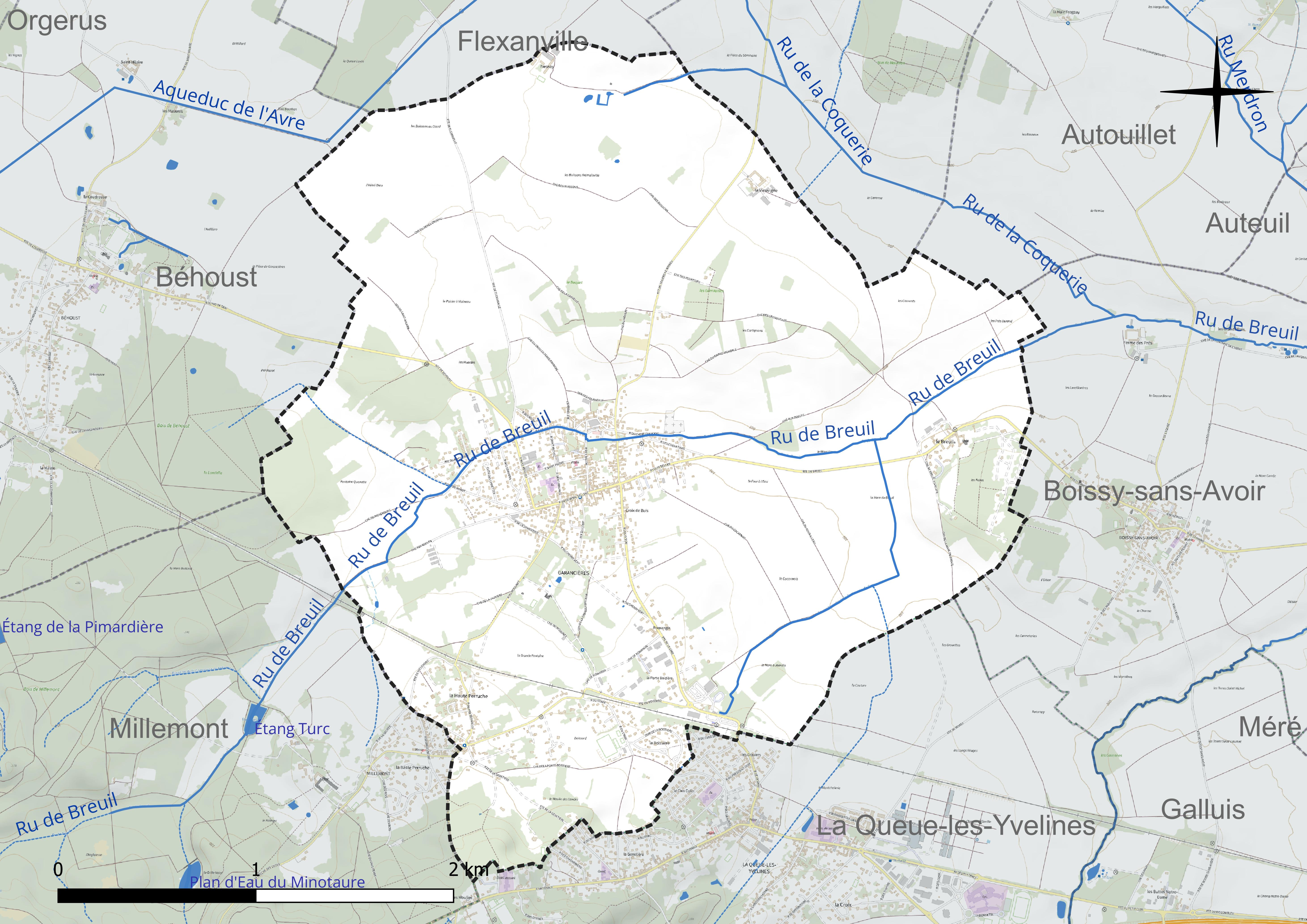
Carte hydrographique de la commune.

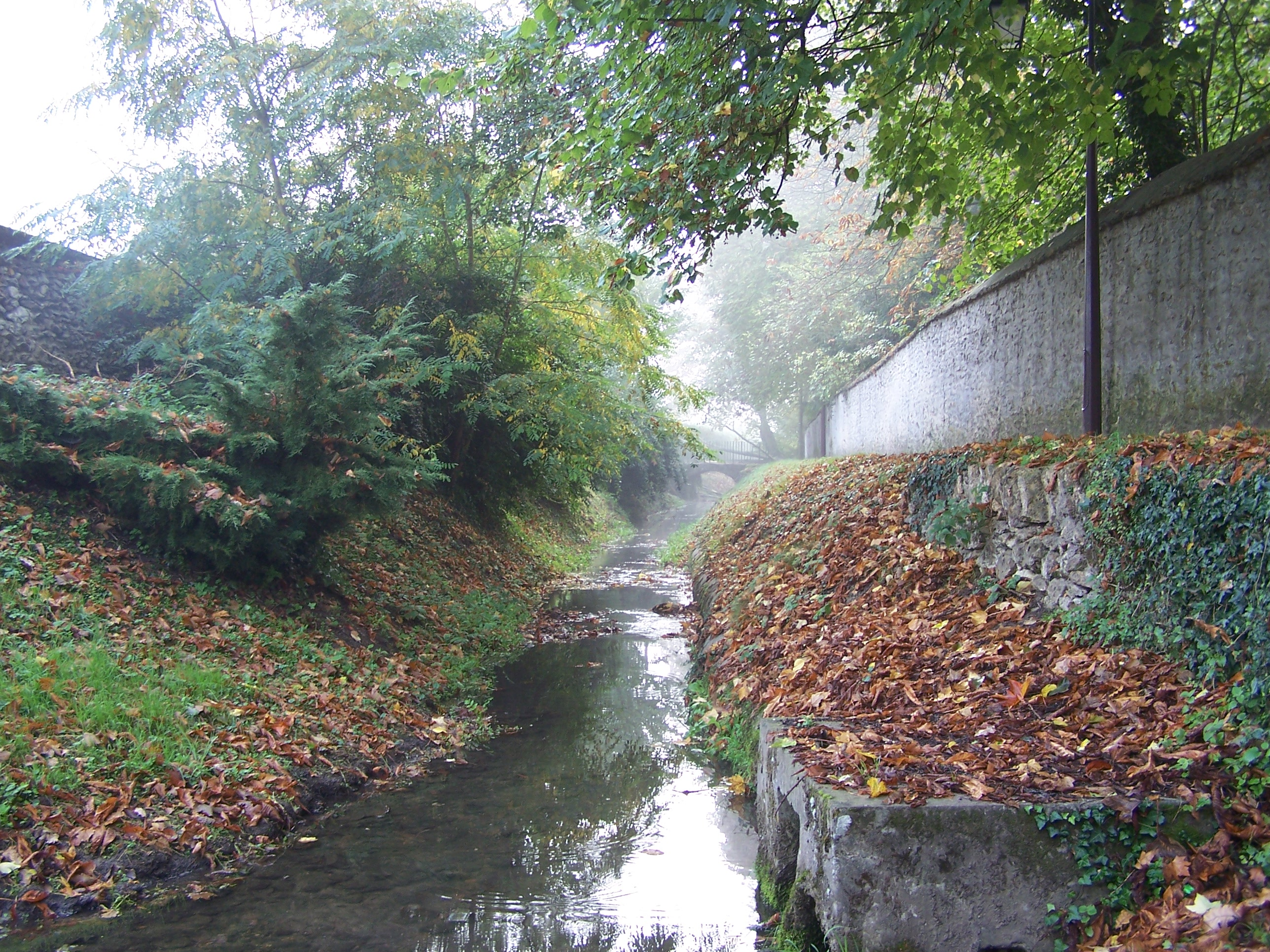
Le ru de Millemont.

Le territoire communal est traversé d'ouest en est par le "ru de Millemont" et le "ru des Fontaines" provenant de La Queue-les-Yvelines au Sud. Ces deux rus se jettent dans le ""ru de Garancières" qui s'écoule vers Boissy-sans-Avoir.

### Climat
Pour des articles plus généraux, voir Climat de l'Île-de-France et Climat des Yvelines.
En 2010, le climat de la commune est de type climat océanique dégradé des plaines du Centre et du Nord, selon une étude du CNRS s'appuyant sur une série de données couvrant la période 1971-2000. En 2020, Météo-France publie une typologie des climats de la France métropolitaine dans laquelle la commune est exposée à un climat océanique et est dans la région climatique Sud-ouest du bassin Parisien, caractérisée par une faible pluviométrie, notamment au printemps (120 à 150 mm) et un hiver froid (3,5 °C).
Pour la période 1971-2000, la température annuelle moyenne est de 10,7 °C, avec une amplitude thermique annuelle de 14,2 °C. Le cumul annuel moyen de précipitations est de 642 mm, avec 10,2 jours de précipitations en janvier et 7,7 jours en juillet. Pour la période 1991-2020, la température moyenne annuelle observée sur la station météorologique la plus proche, située sur la commune de Saint-Léger-en-Yvelines à 11 km à vol d'oiseau, est de 11,0 °C et le cumul annuel moyen de précipitations est de 706,3 mm,. Pour l'avenir, les paramètres climatiques de la commune estimés pour 2050 selon différents scénarios d'émission de gaz à effet de serre sont consultables sur un site dédié publié par Météo-France en novembre 2022.

## Urbanisme

### Typologie
Au 1er janvier 2024, Garancières est catégorisée bourg rural, selon la nouvelle grille communale de densité à sept niveaux définie par l'Insee en 2022.
Elle appartient à l'unité urbaine de Garancières-La Queue-les-Yvelines, une agglomération intra-départementale regroupant trois  communes, dont elle est ville-centre,,. Par ailleurs la commune fait partie de l'aire d'attraction de Paris, dont elle est une commune de la couronne,. Cette aire regroupe 1 929 communes,.

### Occupation des sols

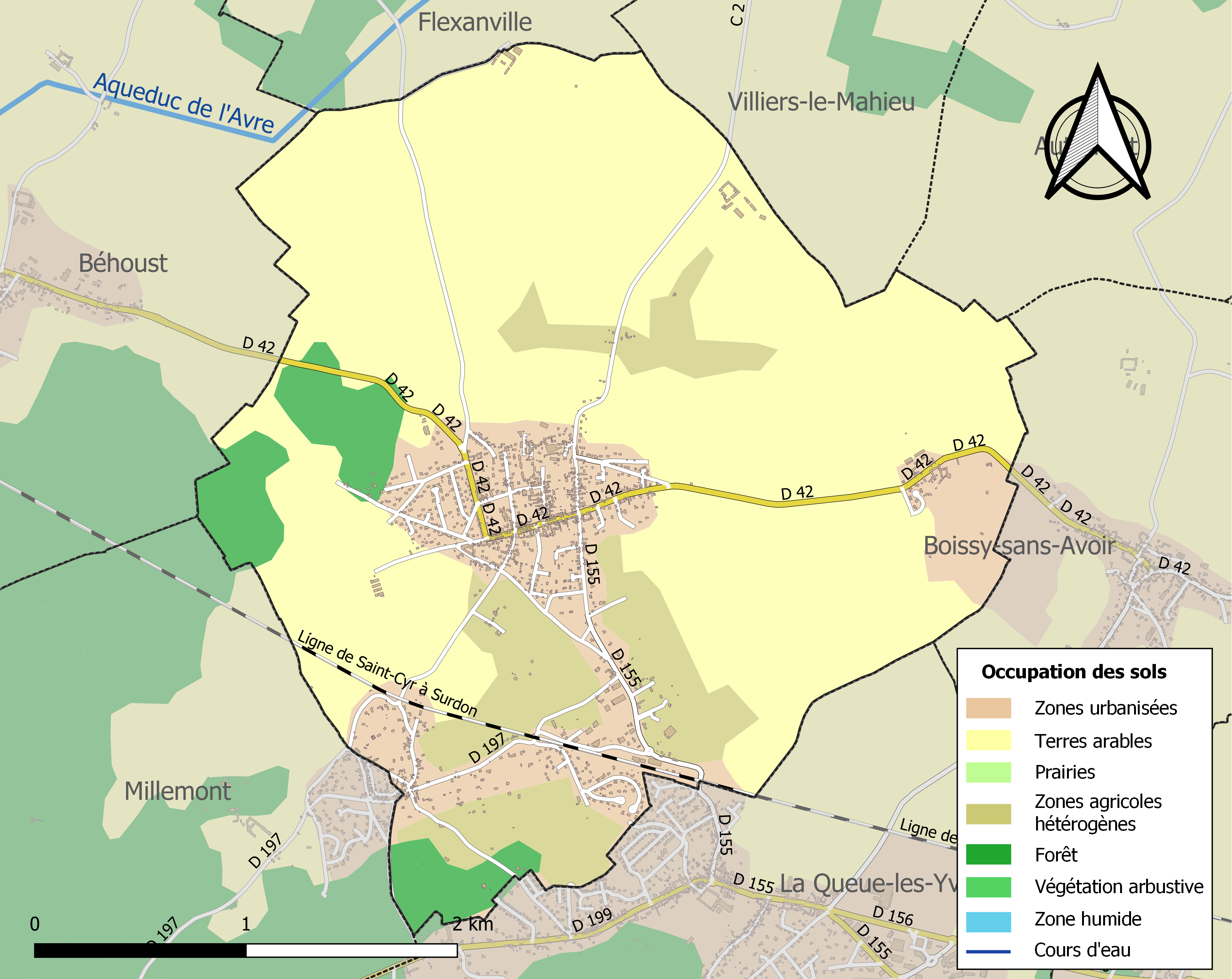
Carte des infrastructures et de l'occupation des sols de la commune en 2018 (CLC).

Le tableau ci-dessous présente l'occupation des sols de la commune en 2018, telle qu'elle ressort de la base de données européenne d’occupation biophysique des sols Corine Land Cover (CLC).
| Type d’occupation                                                                   | Pourcentage | Superficie (en hectares) |
| ----------------------------------------------------------------------------------- | ----------- | ------------------------ |
| Tissu urbain discontinu                                                             | 15,0 %      | 156                      |
| Espaces verts urbains                                                               | 1,5 %       | 16                       |
| Terres arables hors périmètres d'irrigation                                         | 65,1 %      | 676                      |
| Systèmes culturaux et parcellaires complexes                                        | 9,8 %       | 102                      |
| Surfaces essentiellement agricoles interrompues par des espaces naturels importants | 2,5 %       | 26                       |
| Forêts de feuillus                                                                  | 6,1 %       | 63                       |
| Source : Corine Land Cover                                                          |             |                          |

### Lieux-dits et écarts
- Haute Perruche, le Breuil, la Vieuvigne.

### Habitat et logement
En 2020, le nombre total de logements dans la commune était de 1 194, alors qu'il était de 1 128 en 2015 et de 1 014 en 2010.
Parmi ces logements, 87,8 % étaient des résidences principales, 7,3 % des résidences secondaires et 4,9 % des logements vacants. Ces logements étaient pour 81,5 % d'entre eux des maisons individuelles et pour 8,6 % des appartements.
Le tableau ci-dessous présente la typologie des logements à Garancières en 2020 en comparaison avec celle des Yvelines et de la France entière. Une caractéristique marquante du parc de logements est ainsi une proportion de résidences secondaires et logements occasionnels (7,3 %) supérieure à celle du département (2,6 %) mais inférieure à celle de la France entière (9,7 %).
| Typologie                                               | Garancières | Yvelines | France entière |
| ------------------------------------------------------- | ----------- | -------- | -------------- |
| Résidences principales (en %)                           | 87,8        | 91       | 82,1           |
| Résidences secondaires et logements occasionnels (en %) | 7,3         | 2,6      | 9,7            |
| Logements vacants (en %)                                | 4,9         | 6,4      | 8,2            |

### Voies de communication et transports

#### Réseau routier
La commune est traversée par la route départementale 42 qui mène, vers l'Est, à Boissy-sans-Avoir et Neauphle-le-Vieux et, vers l'Ouest, à Béhoust et, au-delà, à Septeuil. La route départementale 155 est la rue Louis-Siou ou route de la Gare qui mène à La Queue-les-Yvelines. La route départementale 197 qui commence à proximité de la gare, traverse le Sud du territoire communal pour mener, vers le Sud-Ouest, à Millemont et à la route nationale 12.

### Transports en commun

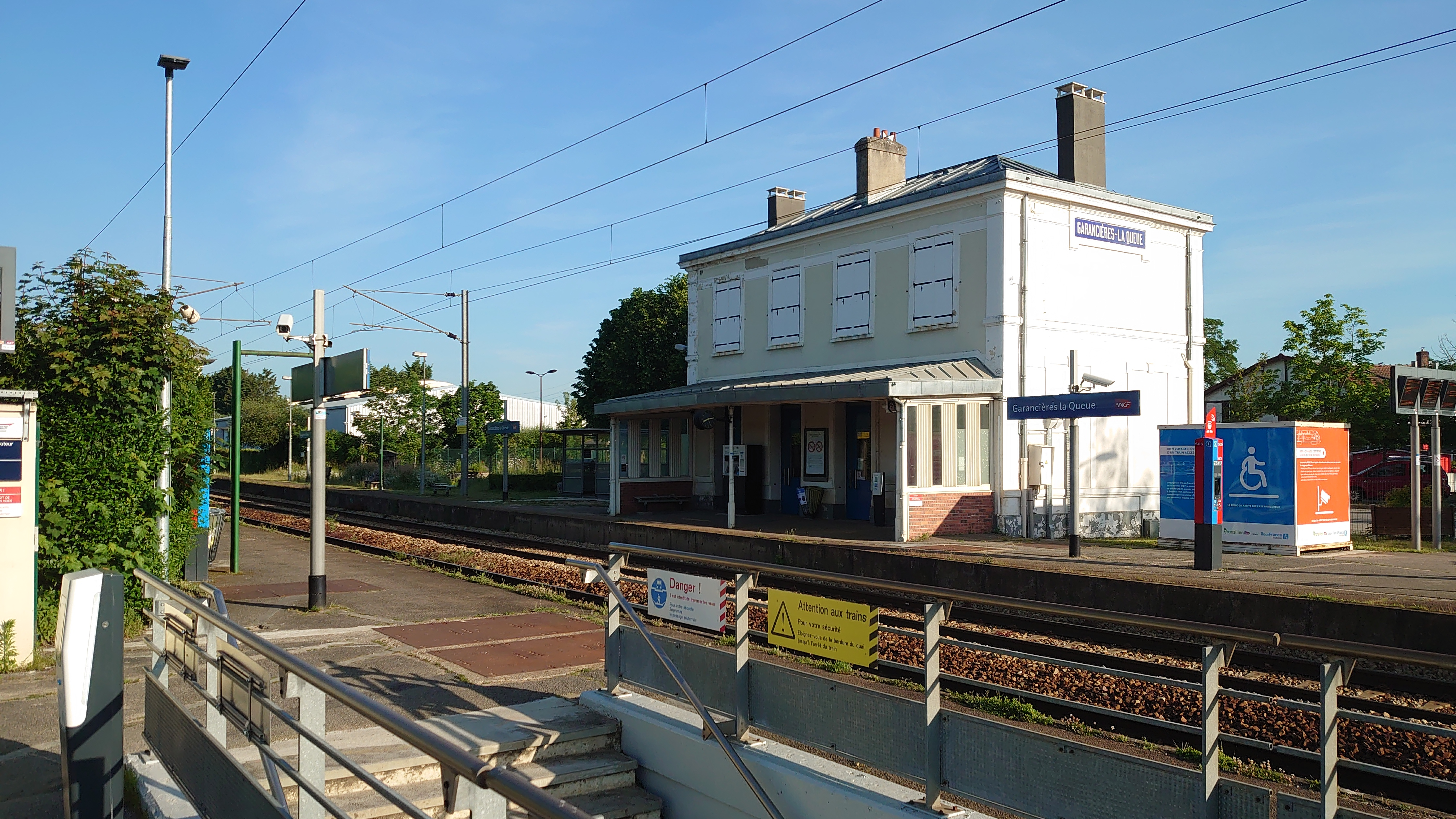
La gare.

La ligne de Saint-Cyr à Surdon traverse le territoire communal. La commune possède une gare ferroviaire sur cette ligne, partagée avec la commune de La Queue-les-Yvelines : Garancières-La Queue. Elle se situe sur la ligne N du Transilien, sur la branche Paris Montparnasse-Dreux.
La commune est également desservie par les lignes du réseau de bus Centre et Sud Yvelines :
- 5332 : Dammartin-en-Serve - Mairie ↔ Monfort l'Amaury - Collège Maurice Ravel (ligne scolaire),
- 5342 : Boissy-Sans-Avoir - Mairie ↔ Monfort l'Amaury - Collège Maurice Ravel,
- 5367 : Montigny-le-Bretonneux - Gare Routière Paul Delouvrier ↔ Houdan - Zac la Prévôté.
- TAD : Transport à la demande sur le territoire de Monfort l'Amaury & Houdan.

## Toponymie
Le nom de la localité est attesté sous les formes Waranceræ en 774 et 794, Warenceras avant 829 et Warenceriae au IXe siècle, Garanceriæ en 1205, Garencerie en 1250, Garantiere en 1411, Garrentieres en 1467, Garantiere en 1494, Garentieres en 1611, Garancieres et Garantières en 1613, Garentiere en 1668, Garenciere en 1707, Garencière en 1738, Garantière en 1753, Garancière en 1768, Garencière en 1784.
Garancières, mot d'origine germanique Warenceras au IXe siècle, est un champ de garance, plante tinctoriale.
Charles Estienne, cite « Garancières près Montfort comme couvert de garance indigène et d’autres lieux de culture en Drouais, Évrecin et Beauce ».

### Micro-toponymie
Entre Garancières et Millemont, près du château du Moulinet, il y avait une rue (chemin) des Juifs. M. Walter Eytan, ancien ambassadeur d'Israël en France de 1959 à 1970, fait état d'une rue de la Synagogue, en bordure de forêt.

## Histoire

### Antiquité
Des habitats antiques ont été identifiés sur le territoire de la commune de Garancières, s'échelonnant du Ier siècle av. J.-C. au IIe siècle après J.-C., en particulier une villa gallo-romaine au lieu-dit la Mare à Jourdin.

### Moyen-Âge
C'est au IXe siècle, à l'époque carolingienne, qu’apparaît la première trace écrite de l'existence du village. Vers 825, Warenceras fait partie de l'abbaye de Saint-Germain-des-Prés au même  titre que Flexanville, Orgerus et d'autres villages des environs.
Après les troubles provoqués par les invasions des Normands, à la fin du IXe siècle, Garancières est intégrée au comté de Montfort et les seigneurs de Garancières sont les vassaux des comtes de Montfort. Le village fait alors partie des marches du royaume de France. Pendant les XIIe siècle et XIIIe siècle, Garancières connait un nouvel essor. Cette période est marquée par des défrichements et la création du village de Béhoust.
Nous avons les seigneurs en 1205 Ricardus de Garenceriae, et au XIIe siècle Dominus de Garanceriis homo ligus Ansoldus de Garancerus Johemus de Garanceriis

### Période Moderne
À la fin du XVe siècle, le mariages d'Anne de Bretagne comtesse de Montfort rattachent définitivement la seigneurie de Garancières à la couronne de France.
Le XVIIe siècle est marqué par les aléas climatiques. Le refroidissement du climat, les inondations de 1650 et les épidémies causent une diminution de la population villageoise.
Finalement, au XVIIIe siècle, Garancières renoue avec la prospérité. Un réchauffement du climat et de meilleures récoltes permettent à la population de croître à nouveau. À l'époque le village est essentiellement agricole dont les cultures principales sont les vignes et les céréales. L'élevage est alors très peu pratiqué dans la commune. Durant cette période la qualité de vie ainsi que l'éducation s'améliorent dans l'ensemble du village. À titre d'exemple, 75 % de la population masculine sait lire en 1650.
Les troubles révolutionnaires affectent assez peu Garancières qui devient chef de canton en 1791. Elle perd ensuite ce titre très rapidement.
Le XIXe siècle est une période faste pour la commune due essentiellement à l'explosion de l'activité vinicole. En effet, le phylloxéra causant la quasi-disparition des vignobles du Midi, favorise ceux d’Ile-de-France. Quelques années plus tard, ce parasite touchera tout aussi durement la région qui perdit ses vignes en une dizaine d'années.
L'activité vinicole n'a jamais repris depuis lors. La monoculture céréalière s'est imposée depuis, accentuée par la modernisation et notamment la mécanisation de l'agriculture. Le paysage en est resté durablement marqué.

## Politique et administration

### Rattachements administratifs et électoraux

#### Rattachements administratifs
Antérieurement à la loi du 10 juillet 1964, la commune faisait partie du département de Seine-et-Oise. La réorganisation de la région parisienne en 1964 fit que la commune appartient désormais au département des Yvelines et à son arrondissement de Rambouillet après un transfert administratif effectif au 1er janvier 1968.
Après avoir été le chef-lieu d'un fugace canton de Garancières de 1793 à 1801, Elle faisait depuis lors partie du canton de Montfort-l'Amaury de Seine-et-Oise puis des Yvelines. Dans le cadre du redécoupage cantonal de 2014 en France, cette circonscription administrative territoriale a disparu, et le canton n'est plus qu'une circonscription électorale.

#### Rattachements électoraux
Pour les élections départementales, la commune est membre depuis 2014 du canton d'Aubergenville
Pour l'élection des députés, elle fait partie de la dixième circonscription des Yvelines.

### Intercommunalité
Conformément aux prescriptions de la loi de réforme des collectivités territoriales du 16 décembre 2010, qui a prévu le renforcement et la simplification des intercommunalités et la constitution de structures intercommunales de grande taille, Garancières, demeurée jusqu'alors isolée, intègre le 1er janvier 2014, la communauté de communes Cœur d'Yvelines, un établissement public de coopération intercommunale (EPCI) à fiscalité propre créé en 2004 et auquel la commune avait transféré un certain nombre de ses compétences, dans les conditions déterminées par le code général des collectivités territoriales.

## Équipements et services publics

### Enseignement
La commune possède :
- une école maternelle publique.
- une école élémentaire publique.

### Équipements sportifs
La commune dispose d'un stade (terrain de football). Elle est également dotée d'un terrain de roller, un City stade, un skate Park et une balançoire, située au domaine de la Boissière

## Population et société

### Démographie

#### Évolution démographique
L'évolution du nombre d'habitants est connue à travers les recensements de la population effectués dans la commune depuis 1793. Pour les communes de moins de 10 000 habitants, une enquête de recensement portant sur toute la population est réalisée tous les cinq ans, les populations de référence des années intermédiaires étant quant à elles estimées par interpolation ou extrapolation. Pour la commune, le premier recensement exhaustif entrant dans le cadre du nouveau dispositif a été réalisé en 2006.

En 2022, la commune comptait 2 577 habitants, en évolution de +10,03 % par rapport à 2016 (Yvelines : +2,72 %, France hors Mayotte : +2,11 %).
| 1793 | 1800 | 1806 | 1821 | 1831 | 1836 | 1841 | 1846 | 1851 |
| ---- | ---- | ---- | ---- | ---- | ---- | ---- | ---- | ---- |
| 798  | 866  | 821  | 806  | 880  | 848  | 823  | 824  | 823  |

| 1856 | 1861 | 1866 | 1872 | 1876 | 1881 | 1886 | 1891 | 1896 |
| ---- | ---- | ---- | ---- | ---- | ---- | ---- | ---- | ---- |
| 774  | 780  | 791  | 795  | 750  | 749  | 741  | 815  | 905  |

| 1901 | 1906 | 1911 | 1921 | 1926 | 1931 | 1936 | 1946 | 1954 |
| ---- | ---- | ---- | ---- | ---- | ---- | ---- | ---- | ---- |
| 865  | 904  | 907  | 857  | 854  | 796  | 803  | 917  | 930  |

| 1962 | 1968  | 1975  | 1982  | 1990  | 1999  | 2006  | 2011  | 2016  |
| ---- | ----- | ----- | ----- | ----- | ----- | ----- | ----- | ----- |
| 902  | 1 025 | 1 193 | 1 392 | 1 923 | 2 242 | 2 331 | 2 395 | 2 342 |

| 2021  | 2022  | - | - | - | - | - | - | - |
| ----- | ----- | - | - | - | - | - | - | - |
| 2 512 | 2 577 | - | - | - | - | - | - | - |

#### Pyramide des âges
En 2018, le taux de personnes d'un âge inférieur à 30 ans s'élève à 32,1 %, soit en dessous de la moyenne départementale (38 %). À l'inverse, le taux de personnes d'âge supérieur à 60 ans est de 25,4 % la même année, alors qu'il est de 21,7 % au niveau départemental.
En 2018, la commune comptait 1 184 hommes pour 1 203 femmes, soit un taux de 50,40 % de femmes, légèrement inférieur au taux départemental (51,32 %).
Les pyramides des âges de la commune et du département s'établissent comme suit.
| Hommes | Classe d’âge | Femmes |
| ------ | ------------ | ------ |
| 0,4    | 90 ou +      | 0,8    |
| 6,1    | 75-89 ans    | 7,3    |
| 18,8   | 60-74 ans    | 17,4   |
| 25,9   | 45-59 ans    | 26,9   |
| 15,8   | 30-44 ans    | 16,5   |
| 16,9   | 15-29 ans    | 16,0   |
| 16,2   | 0-14 ans     | 15,1   |

| Hommes | Classe d’âge | Femmes |
| ------ | ------------ | ------ |
| 0,6    | 90 ou +      | 1,4    |
| 6      | 75-89 ans    | 7,8    |
| 13,5   | 60-74 ans    | 14,8   |
| 20,7   | 45-59 ans    | 20,1   |
| 19,6   | 30-44 ans    | 19,9   |
| 18,5   | 15-29 ans    | 16,8   |
| 21,2   | 0-14 ans     | 19,2   |

## Économie
Le village de Garancières resources trois commerces :
La boulangerie de Garancières "maison Pinchon" qui depuis plusieurs années subit des changements de propriétaire 
Le Casino , maintenant devenu Netto les trois mousquetaires . 
Ainsi qu’un petit magasin dans la rue du centre. 
Sans compter des petits garages comme Renault , Peugeot , …

## Culture locale et patrimoine

### Lieux et monuments
- Église Saint-Pierre  Inscrit MH (1950)[41] : édifice en pierre du XIIe siècle, agrandi au XVIIe siècle, comprenant un tableau de  l'Immaculée Conception » d’Antonio de Pereda et d’un chemin de croix moderne de Jorma Lécureur
- Vestiges d'un ancien pigeonnier[42], la tour de Fresnay.
- Abreuvoir du XVIIe siècle.
- Château du Breuil du XVIe siècle[43].

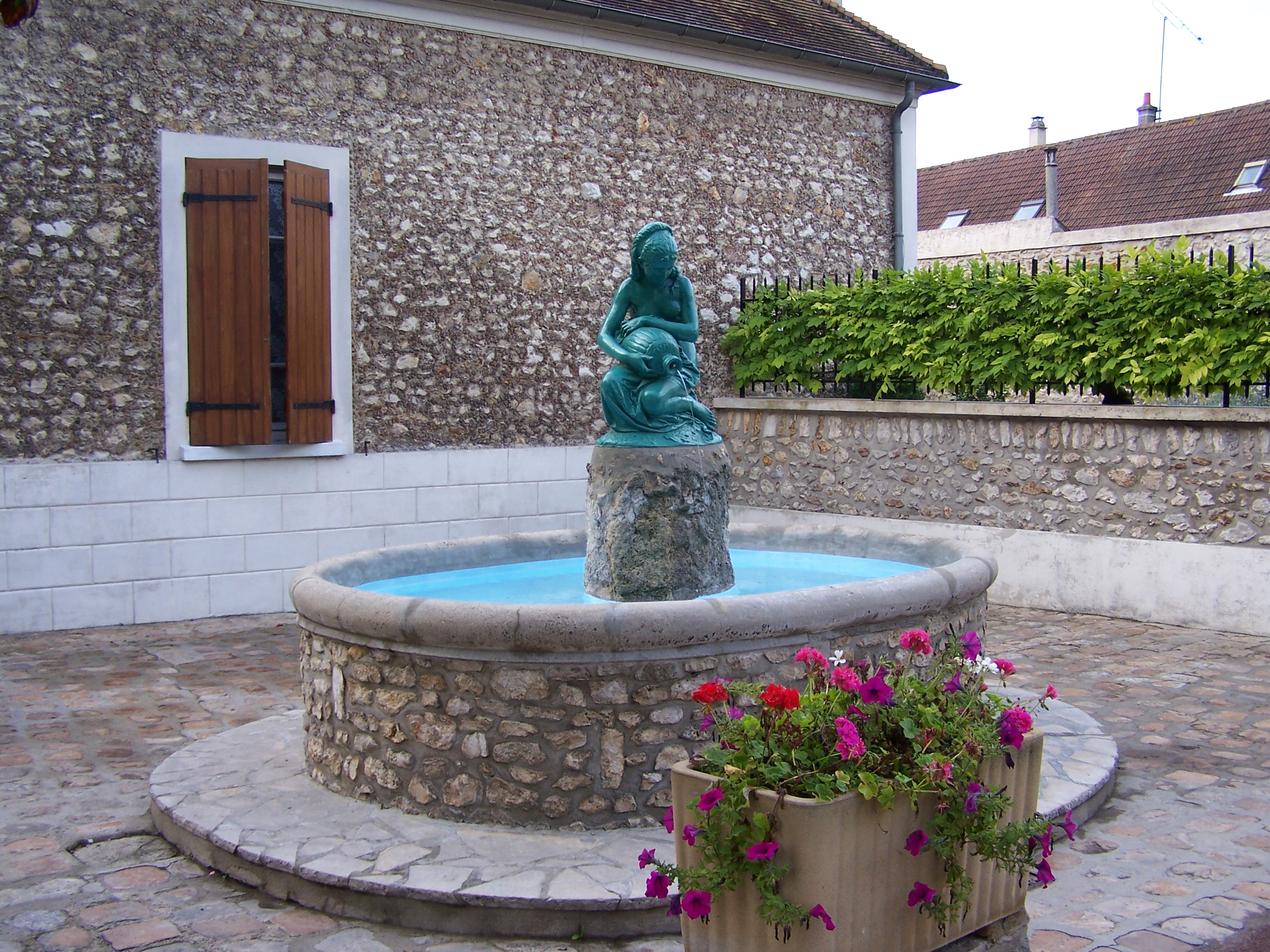
La fontaine.
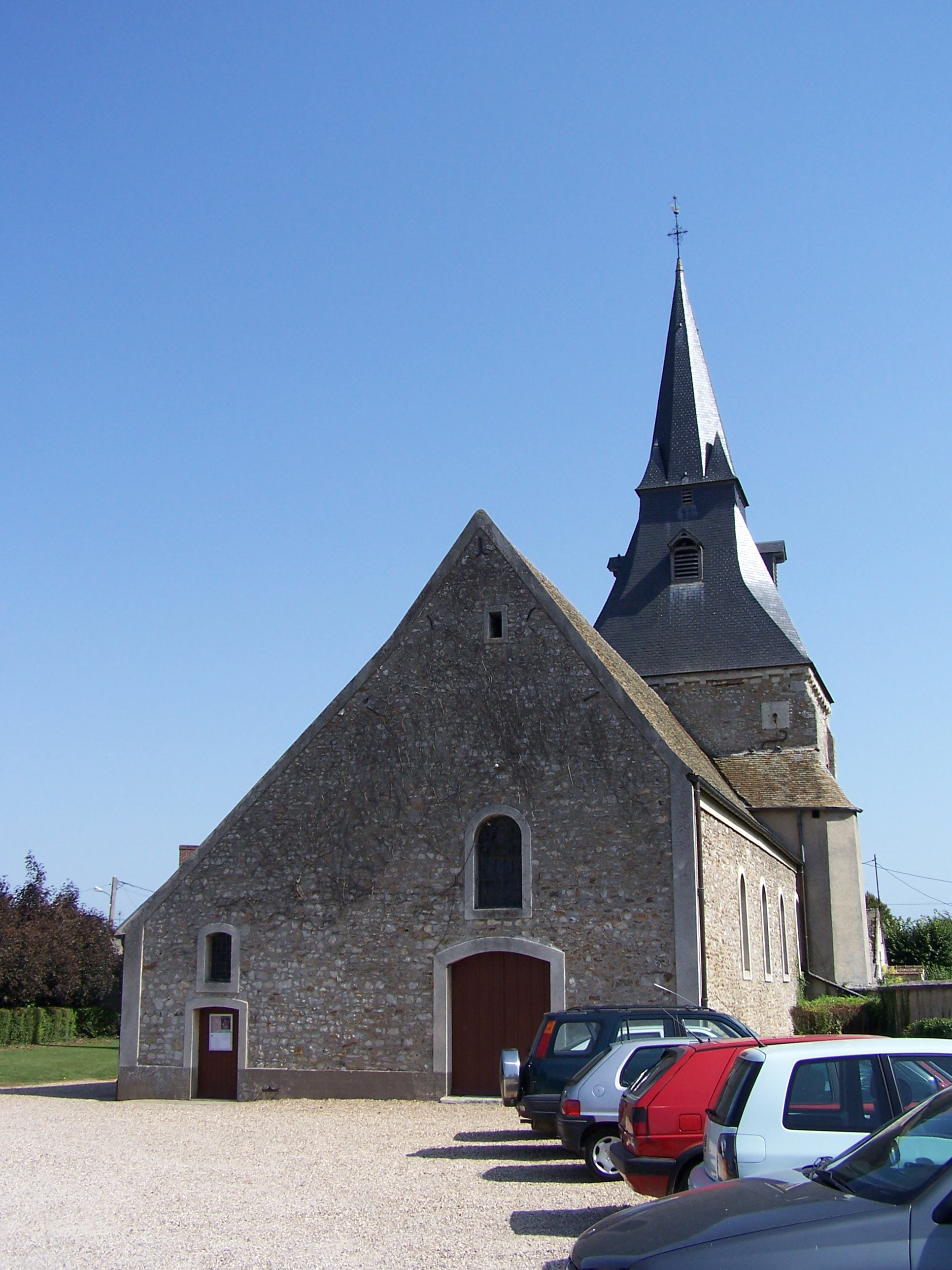
L'église Saint-Pierre...
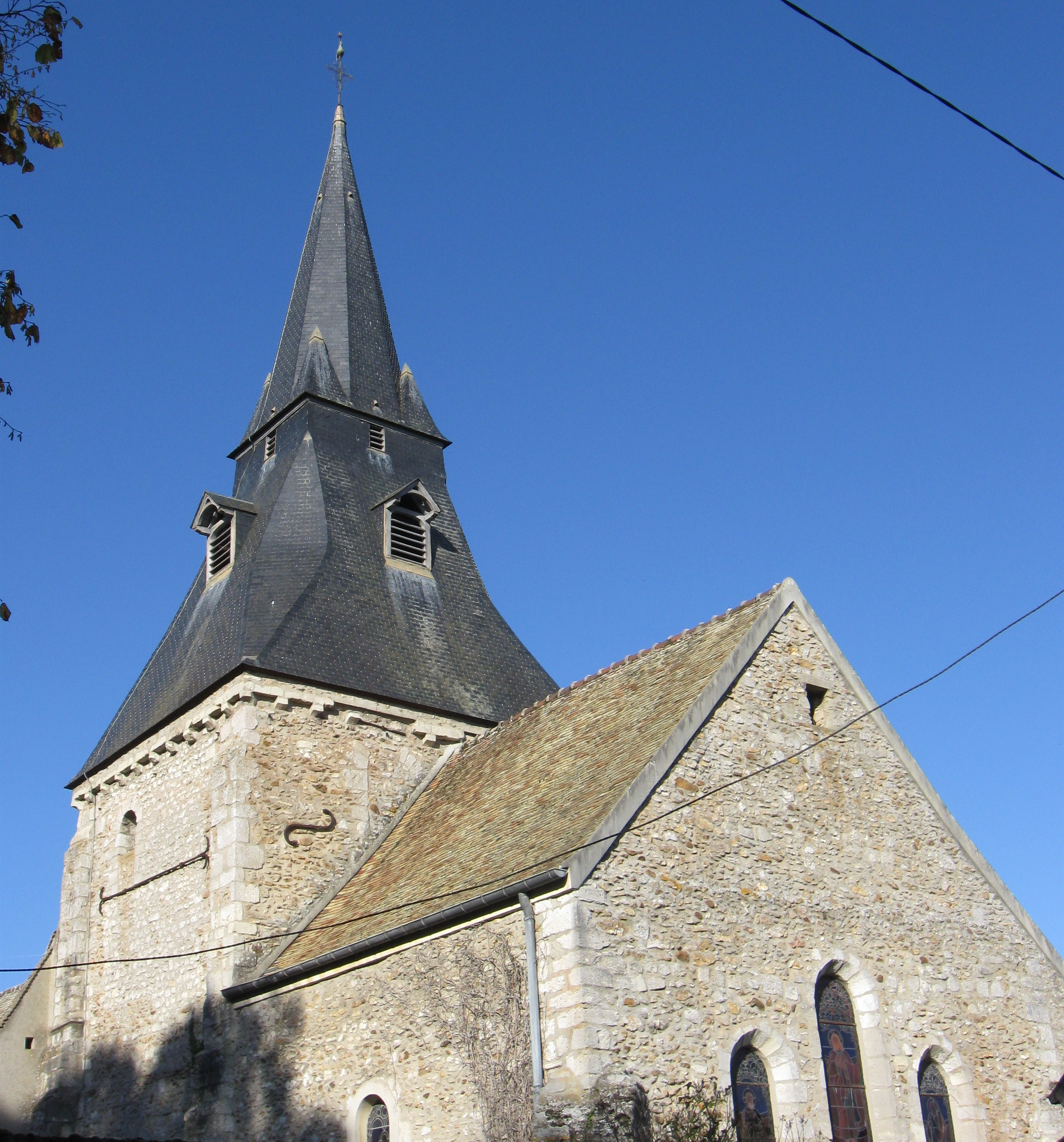
... et son chevet
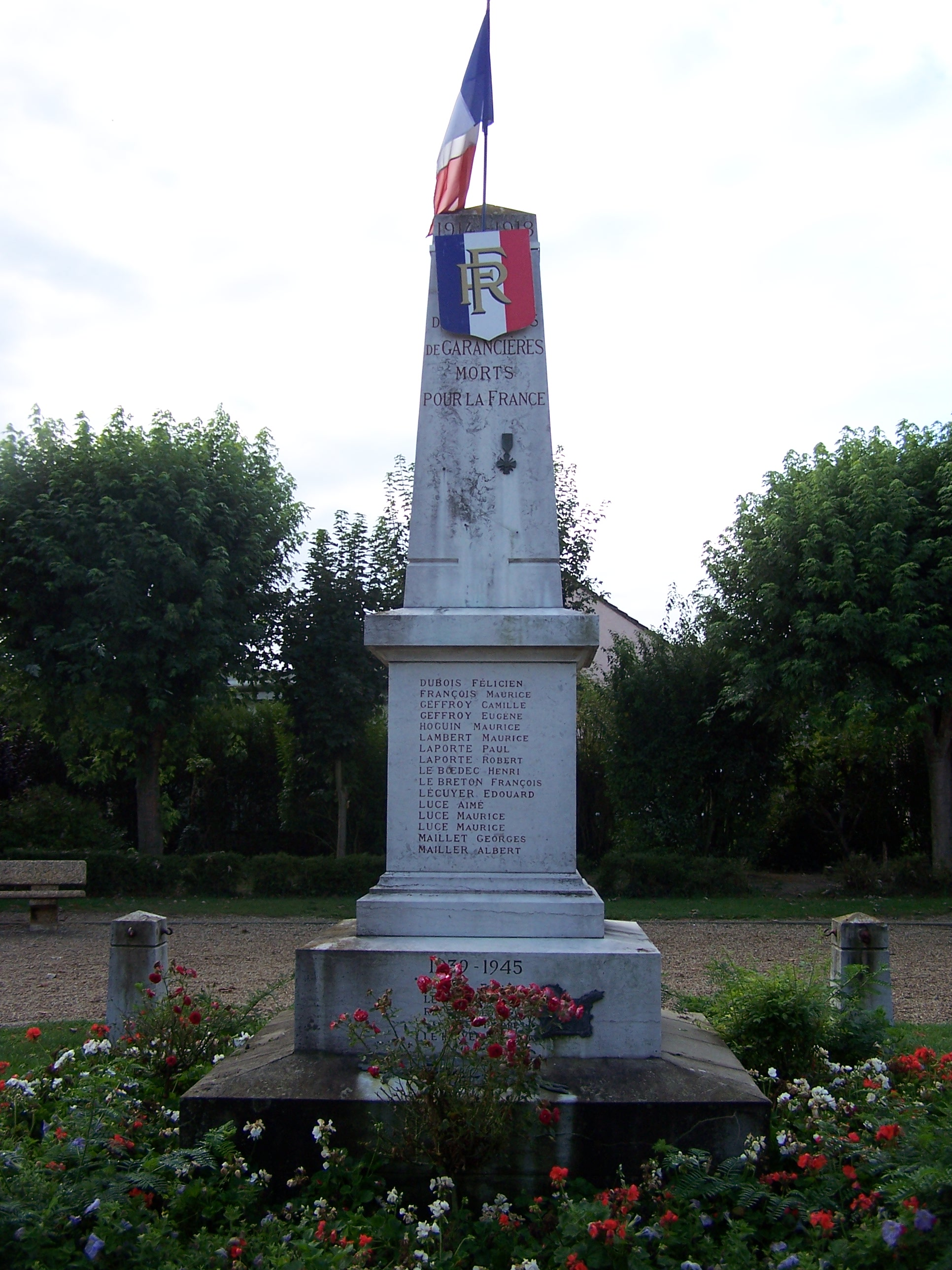
Le monument aux morts.

### Personnalités liées à la commune
- Le général Claude-François de Malet (1754-1812), auteur d'une tentative de coup d'État contre Napoléon, fut propriétaire du château du Breuil.
- Alice Staudenmann, a reçu le titre de Juste parmi les nations par le Comité pour Yad Vashem, dont les noms figurent sur le Mur d'honneur du Jardin des Justes à Jérusalem, mais également à Paris, dans l'allée des Justes, près du mémorial de la Shoah, rue Geoffroy-l'Asnier[44].
- La chanteuse Sheila a habité Garancières jusqu'en 2017.
- Le groupe Cupofty vient de Garancières.
- Le journaliste Michel Lancelot est enterré à Garancières.

### Héraldique
| Blason de Garancières | Blason  | D'azur à la tour d'or chargée d'une quintefeuille de gueules. |
| Blason de Garancières | Détails | Le statut officiel du blason reste à déterminer.              |